# Arandu

Vị trí của Arandu trong bản đồ
bang São Paulo

Arandu là một đô thị ở bang São Paulo, Brasil. Arandu có dân số (năm 2007) là 6013 người, diện tích là 286,328 km², mật độ dân số 22,3 người/km². Arandu nằm ở độ cao 640 m, cách thủ phủ bang São Paulo 274 km. Arandu nằm ở khu vực khí hậu cận nhiệt đới. Theo điều tra năm 2000, Arandu có:
- Tổng dân số 6065 người, trong đó, dân số thành thị: 4022, nông thôn: 2043 người.
- Nam giới: 3085, nữ giới: 2980 người.
- Mật độ dân số 21,18 người/km².
- Tuổi thọ bình quân: 67,45 năm.
- Tỷ lệ trẻ dưới 1 tuổi tử vong (trên 1 triệu): 23,82
- Tỷ lệ biết đọc biết viết: 87,12% dân số.
- Chỉ số phát triển con người: 0,731
- Tỷ lệ sinh (trẻ/bà mẹ): 1,96

Đô thị này giáp các đô thị: Cerqueira César, Avaré và Itaí